# Frankie and Johnny (musikalbum)
Frankie and Johnny är det tolfte soundtrackalbumet av den amerikanske sångaren och musikern Elvis Presley, släppt av RCA Victor i såväl mono som stereo (LPM/LSP 3553) i april 1966. Frankie and Johnny är soundtracket till filmen från 1966 med samma namn, i vilken Elvis Presley spelade huvudrollen. 
Inspelningarna ägde rum på Radio Recorders i Hollywood, Kalifornien, den 12–15 maj 1965. Albumet nådde som bäst plats 20 på Billboard 200-listan i USA. Det certifierades guld och platina den 6 januari 2004 av Recording Industry Association of America (RIAA) för en försäljning av en miljon exemplar.

## Om albumet
Inspelningen av soundtracket till filmen Frankie and Johnny ägde rum den 12–15 maj 1965. Elvis Presley spelade denna gång in på Radio Recorders i Hollywood. Som vanligt skötte The Jordanaires bakgrundssången och för musiken stod bland andra Elvis trogna musiker D. J. Fontana och Scotty Moore.

## Låtlista

### Sida 1
| Nummer | Inspelad | Katalognummer | Släppt | Topplacering | Titel                            | Låtskrivare                             | Längd |
| ------ | -------- | ------------- | ------ | ------------ | -------------------------------- | --------------------------------------- | ----- |
| 1.     | 5/14/65  | 47-8780       | 3/1/66 | #25          | Frankie and Johnny               | Alex Gottlieb, Fred Karger, Ben Weisman | 2:32  |
| 2.     | 5/12/65  |               |        |              | Come Along                       | David Hess                              | 1:52  |
| 3.     | 5/14/65  |               |        |              | Petunia, the Gardener's Daughter | Roy C. Bennett och Sid Tepper           | 2:59  |
| 4.     | 5/14/65  |               |        |              | Chesay                           | Ben Weisman, Fred Karger, Sid Wayne     | 1:39  |
| 5.     | 5/13/65  |               |        |              | What Every Woman Lives For       | Doc Pomus och Mort Shuman               | 2:27  |
| 6.     | 5/14/65  |               |        |              | Look Out, Broadway               | Fred Wise och Randy Starr               | 1:40  |

### Sida 2
| Nummer | Inspelad | Katalognummer | Släppt | Topplacering | Titel                                                    | Låtskrivare                            | Längd |
| ------ | -------- | ------------- | ------ | ------------ | -------------------------------------------------------- | -------------------------------------- | ----- |
| 1.     | 5/12/65  |               |        |              | Beginner's Luck                                          | Roy C. Bennett och Sid Tepper          | 2:34  |
| 2.     | 5/12/65  |               |        |              | Down by the Riverside och When the Saints Go Marching In | Bernie Baum, Bill Giant, Florence Kaye | 1:56  |
| 3.     | 5/13/65  |               |        |              | Shout It Out                                             | Bernie Baum, Bill Giant, Florence Kaye | 2:17  |
| 4.     | 5/13/65  |               |        |              | Hard Luck                                                | Ben Weisman och Sid Wayne              | 2:51  |
| 5.     | 5/13/65  | 47-8780b      | 3/1/66 | #45          | Please Don't Stop Loving Me                              | Joy Byers                              | 2:02  |
| 6.     | 5/14/65  |               |        |              | Everybody Come Aboard                                    | Bernie Baum, Bill Giant, Florence Kaye | 1:51  |